# Томкус, Витаутас Ромуальдас
Ви́таутас Ромуа́льдас То́мкус (лит. Vytautas Romualdas Tomkus; 29 июля 1940, Радвилишкис — 24 июля 2022, Вильнюс) — советский и литовский актёр театра и кино. Заслуженный артист Литовской ССР (1982).

## Биография
В 1961 году окончил театральный факультет Литовской государственной консерватории. С того же года — актёр Шяуляйского драматического театра, с 1962 года — Каунасского драматического, в 1970 году перешёл в Академический театр драмы в Вильнюсе.
Всесоюзная известность пришла к актёру после выхода на экраны в 1966 году фильма В. Жалакявичюса «Никто не хотел умирать». Советские режиссёры использовали внешние данные актёра для создания образов преступников и других отрицательных персонажей: «Филин» в «Никто не хотел умирать» (1966), пират Джордж Мерри в «Острове сокровищ» (1971), бандит в «Кортике» (1973), Чарли Бешеный в «Смок и Малыш» (1976), Юрий Петрович Борисов в «Сумке инкассатора» (1977), Артеньев в «Двойном обгоне» (1984).
С 1993 по 1999 год В. Томкус руководил театром «Vaidilos». С 1999 года снова работал в Литовском национальном театре драмы.
Скончался 24 июля 2022 года в Вильнюсе.

## Фильмография
- 1962 — Шаги в ночи — Повилас
- 1963 — Хроника одного дня — комсомолец
- 1965 — Никто не хотел умирать — «Филин»
- 1967 — Найди меня — Владас
- 1967 — Поворот — шофёр-литовец
- 1968 — Эксперимент доктора Абста — Вальтер
- 1968 — Мёртвый сезон — неизвестный
- 1969 — Гладиатор — Ионас Тиху
- 1969 — Июнь, начало лета — Стасис Юргайтис, директор предприятия

- 1971 — Остров сокровищ — Джордж Мерри
- 1971 — Последний рейс «Альбатроса» — Пауль Латманн/Павел, капитан
- 1971 — Раны земли нашей — Миколас Норкус
- 1972 — Инженер Прончатов — Ян Падеревский
- 1972 — Тадас Блинда — Тадас Блинда
- 1973 — Кортик — бандит
- 1974 — Морские ворота — Иорен Акменькалн
- 1975 — Смок и Малыш — Чарли Уотер «Бешеный», ухажёр Люсиль Эрол
- 1975 — Тревоги осеннего дня — водитель такси
- 1976 — Быть лишним — Волдемар Виттерс
- 1977 — Ералашный рейс — Самохин
- 1977 — Мужчина в расцвете лет — Альфред
- 1977 — Сумка инкассатора — Юрий Петрович Борисов
- 1978 — Агент секретной службы — Гоулен
- 1978 — Последний барьер
- 1978 — Ралли — Янис Лиепа, штурман
- 1978 — Цветение несеянной ржи — Ляонас Райжис
- 1978/1979 — Лицо на мишени — Фламбо
- 1979 — Малые грехи наши — Зигмис, друг Ляонаса
- 1979 — Раненая тишина — Винцас Шална
- 1980 — Братья Рико — Бастон Фил
- 1980 — Карл Маркс. Молодые годы — Шаппер
- 1980 — Крах операции «Террор» — Апо Вянь
- 1980 — Три дня на размышление — Конрад Ульф, полковник милиции
- 1980 — У Чёртова логова — Наян
- 1981 — Белый танец — Антип Рабаков
- 1981 — Медовый месяц в Америке — коммивояжёр, попутчик Морты в самолёте
- 1981/1982 — Красные колокола. Фильм 1. Мексика в огне — Биг Бил
- 1982 — Баллада о доблестном рыцаре Айвенго — барон Реджинальд Фрон де Беф
- 1982 — Богач, бедняк — полицейский Джо
- 1982 — Никколо Паганини — Джон
- 1982 — Случай в квадрате 36-80 — Армстронг, майор авиации, командир экипажа американского самолёта
- 1982 — Юность гения — Ибн Анастас, лекарь
- 1983 — Воробей на льду — Константин Петрович Морозов, тренер
- 1983 — Полёт через Атлантический океан — штурмгауптфюрер СА
- 1983 — Тайна виллы «Грета» — Джонс
- 1983 — Цена возврата — Крибель
- 1984 — Двойной обгон — Артеньев, рецидивист «Жук»
- 1984 — Этот фантастический мир. Выпуск 8 — главный врач-учёный
- 1984 — …И прекрасный миг победы — хирург
- 1986 — Все против одного — прокурор
- 1986 — Гонка века — бизнесмен
- 1986 — Двойник — Черня
- 1986 — Игра хамелеона — Мерсье, член правления
- 1986 — Крик дельфина — генерал
- 1986 — Мышеловка — майор Меткаф
- 1986 — Пятрас Курмялис — Купстис
- 1987 — Загадочный наследник — Фрэнк
- 1987 — Сказания городка Кукучяй — Казимерас Бакшис
- 1988 — Государственная граница. Фильм 7: «Солёный ветер» — Август
- 1988 — Каса маре — Петре
- 1988 — Приключения Квентина Дорварда, стрелка королевской гвардии — Гийом I де Ламарк
- 1989 — Осень приходит лесами — Йонас
- 1989 — Село Степанчиково и его обитатели — Фалафей
- 1989 — СЭР — начальник колонии
- 1989 — Сталинград — Томми, телохранитель Черчилля
- 1990 — Волки в зоне — министр
- 1990 — Московский полицейский Каминский — Климов
- 1990 — Неизвестные страницы из жизни разведчика — Фус, полковник
- 1990—1992 — Марюс — священник
- 1991 — Смерть за кулисами — Зандерс
- 1992 — Вильнюсские часы — Вайтекус
- 1992 — Путники земли
- 1993 — Просьба ангелов — Йонас
- 1993/1997 — Родня — Болеславас
- 1998 — Жалдокине — Жалдокас
- 1998—2000 — Поросль
- 1999 — Мужчины
- 2000 — Жизнь Эльзы — судья
- 2001/2010 — Ул. Гедиминаса 11 — Вацловас Бутаутас
- 2008 — Пилот
- 2010 — Заблудшие сердца — Йонас
- 2011 — Родня 20 лет спустя — Болеславас
- 2013 — Криминалисты — сторож